# 24 sata (2002.)
24 sata (I. Sigurna kuća II. Ravno do dna), hrvatski dugometražni film iz 2002. godine.